# Doorgangsstempel

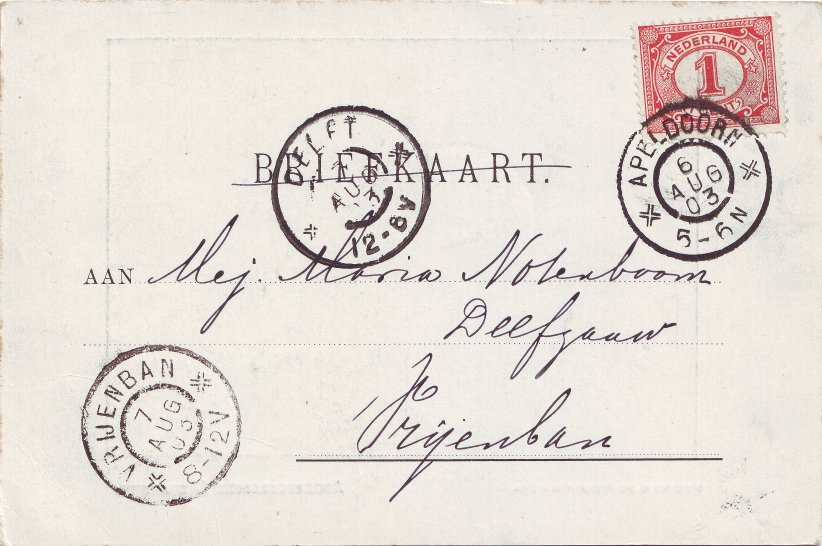
De adreszijde van een ansichtkaart van Apeldoorn naar Delfgauw. De kaart is verstuurd op 6 augustus 1903 tussen 5 en 6 uur N(amiddags). De kaart kwam eerst aan in het postkantoor van Delft, en wel op 7 augustus 1903 tussen 12 uur ’s nachts en 8 uur V(oormiddags). Dat kunnen we zien dankzij het doorgangsstempel dat daar geplaatst is. Van Delft ging de kaart naar Vrijenban, de gemeente waarin Delfgauw lag. Het hulppostkantoor van Vrijenban zette op dezelfde dag, 7 augustus 1903, tussen 8 en 12 uur V(oormiddags) een aankomststempel. Alle drie de stempels zijn van het type grootrondstempel.

Een doorgangsstempel  is een stempel dat op een brief of een ander postaal document wordt gezet terwijl deze onderweg is tussen de plaats van afzending en de plaats van bestemming.

## Achtergrond
Er zijn vele redenen waarom een brief een doorgangsstempel krijgt, maar de bedoeling is altijd de controle op het briefverkeer te vergemakkelijken. Zo’n reden kan bijvoorbeeld zijn:
- De brief gaat van de plaats van afzending eerst naar een postkantoor en daarna naar een hulppostkantoor of bijpostkantoor dat onder dat postkantoor ressorteert. De afbeelding geeft daarvan een voorbeeld. Het hulppostkantoor in de gemeente Vrijenban ressorteerde onder het postkantoor van Delft. De kaart van de afbeelding ging eerst naar Delft, waar een doorgangsstempel werd geplaatst, en daarna naar Vrijenban, waar een aankomststempel werd geplaatst. De geadresseerde kon nu precies nagaan wanneer de kaart waar was geweest.
- De brief wordt overgeladen van het ene vervoermiddel in het andere: bijvoorbeeld van trein naar postkoets, van trein naar schip of van trein naar vliegtuig. Op het punt waar dat gebeurt, wordt een doorgangsstempel gezet, zodat de geadresseerde straks kan controleren waar en wanneer de brief is overgeladen.
- De brief gaat van het ene land naar het andere en komt onderweg door een derde land. Dat derde land zet een stempel op de brief. Zo heeft de geadresseerde zicht op de route van die brief.
- Er gaat iets fout met de brief. De brief wordt op het verkeerde adres bezorgd en komt vervolgens weer op het postkantoor terecht. Of de brief wordt afgeleverd op het verkeerde postkantoor. Dat postkantoor zet een stempel op de brief en laat hem opnieuw bezorgen of stuurt hem door naar het juiste postkantoor. Zo kan de geadresseerde zien waarom de brief zo lang onderweg is geweest.

Net als bij een aankomststempel, wordt een doorgangsstempel meestal op de achterkant van een brief aangebracht. Bij een briefkaart of ansichtkaart komt het doorgangsstempel op de adreszijde.
Naarmate de hoeveelheid post en ook de postmechanisatie toenam, werden steeds minder vaak doorgangsstempels geplaatst. Momenteel  gebeurt dat eigenlijk alleen nog om de laatstgenoemde reden: een verkeerd terechtgekomen brief.